# Joseph Oppenheimer

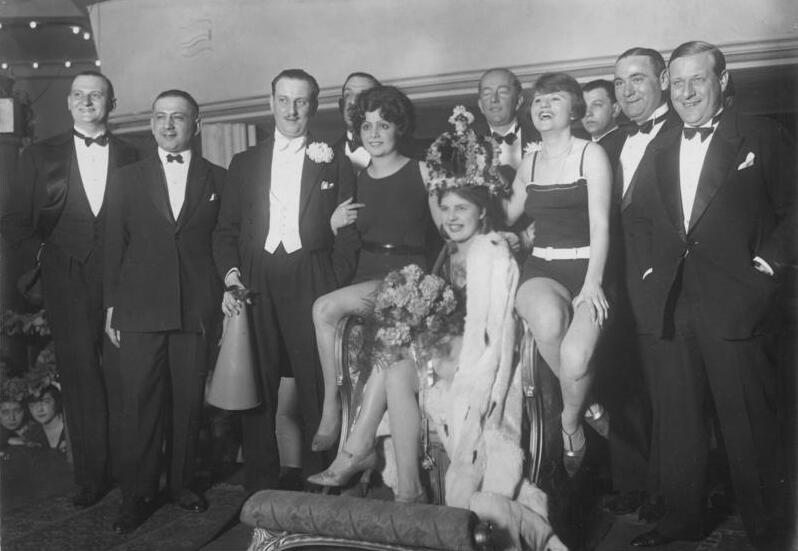
Joseph Oppenheimer als Jurymitglied bei der Miss Germany Wahl in Berlin am 5. März 1927. Die Königin wurde Hildegard Kwandt. (Die Jurymitglieder konnten noch nicht zugeordnet werden)

Joseph Oppenheimer (* 13. Juli 1876 in Würzburg; † 31. August 1966 in Montreal, Kanada) war ein deutscher Landschafts- und Porträtmaler.

## Leben
Joseph Oppenheimer wurde am 13. Juli 1876 als Sohn von Sigmund und Cäcilie Oppenheimer, geborene Schwabacher, in Würzburg geboren. Beide Elternteile waren jüdischer Abstammung. Er hatte noch zwei Geschwister, mit denen er in der Ludwigstraße 29 in Würzburg aufwuchs. Seine Schwester Dora starb allerdings schon im Mai 1891 an Typhus.
Schon als Kind entdeckte Oppenheimer sein zeichnerisches Talent. Da bereits sein Großonkel mütterlicherseits, Louis Neustätter, als Genremaler tätig war, konnte er seine Eltern für seinen Wunsch Kunst zu studieren gewinnen. Schon im Alter von 14 Jahren nahm er bei dem Würzburger Künstler Franz C. Fischer Malunterricht. Im August 1890 bot sich ihm die Gelegenheit bei einem Ausflug nach Bad Kissingen Otto von Bismarck zu porträtieren, der dort eine seiner zahlreichen Kuraufenthalte verbrachte. In einem persönlichen Brief vom 29. August 1890 bedankte sich Bismarck bei seinem jugendlichen Porträtzeichner.
Nach Ende seiner Schulzeit am Würzburger Realgymnasium zog Oppenheimer 1891 nach München und begann zunächst in der Privatschule von Conrad Fehr eine künstlerische Ausbildung, da er als 15-Jähriger noch nicht an der Königlichen Akademie zugelassen wurde. Neben dem Leiter der Privatschule, der ihn in der Malerei vor der Natur unterrichtete, wurde Oppenheimer vermutlich auch von den anderen Lehrern an der Schule, wie dem Graphiker Gustav Eilers und dem Bildhauer Adolf Brütt ausgebildet. In München konnte er bei der Familie seines Großonkels Sigmund Neustätter in der Ainmüllerstraße 5 wohnen, wo ihm im Billardsaal ein Atelier eingerichtet wurde.
Häufig unternahm Oppenheimer Ausflüge an den Starnberger See, um in Tutzing seinen anderen Großonkel und Maler Louis Neustätter zu besuchen. Er übte sich dort in Landschaftsmalerei. Für seine Porträtstudien setzte er zur Unterstützung der Bildkompositionen bereits eine der ersten Kodak-Kameras ein.
1893 konnte Oppenheimer sein Wunschstudium an der Königlichen Akademie der Bildenden Künste aufnehmen, das er bis zum Sommer 1895 betrieb. Zu seinen Lehrern zählten dort Paul Hoecker, Gabriel Hacker und Johann Leonhard Raab.
Nach Abschluss seines Münchner Kunststudiums unternahm Oppenheimer ab Oktober 1895 eine Reise nach Italien. Hier schulte er sich an den Werken der alten Meister in den Museen von Florenz, Rom und Neapel. In Fiesole traf er mit Arnold Böcklin zusammen. In Rom, mit Aufenthalt in der Villa Strohl-Fern, entstand Ende 1895 ein erstes impressionistisches Werk „Pferde und Kutsche auf dem Monte Pincio“.
1896 kehrte Oppenheimer nach München zurück und richtete sich in Schwabing ein Atelier im Hause von Professor Adolf Furtwängler ein. Neben vielen Porträts schuf er auf Ausflügen zahlreiche plein-air-Studien. Zu seinen bevorzugten Orten für die Landschaftsmalerei gehörte auch seine Geburtsstadt Würzburg, wo er die Residenz, den Hofgarten, den Marktplatz, die Mainpromenade und die fürstbischöfliche Sommerresidenz in Veitshöchheim zum Gegenstand seiner Malerei machte.
Vermutlich im Winter 1896/97 unternahm Oppenheimer zusammen mit seinem Onkel August Schwabacher und Hedwig, der Tochter von seinem anderen Onkel Emil Schwabacher, eine Reise in den Nahen Osten, die sie nach Ägypten, Kreta, Griechenland und in die Türkei führte. Ein Jahr später besuchte er den Vetter seiner Mutter Michael Schwabacher in London, um dort ein Porträt von dessen Tochter Diana zu fertigen.
Im April und Mai 1899 nahm Oppenheimer bei der ersten Jahresausstellung der Secessionisten in Berlin mit eigenen Werken teil, die im realistischen Stil gehalten waren.
Auf einer gemeinsamen Reise unter anderem mit seinem Bruder Arnold im Frühherbst 1899 nach Venedig fing er sich eine Typhusinfektion ein. Die Zeit seiner Genesung in Moderno nutzte er für die Landschaftsmalerei.
Ende Dezember 1899 folgte er einer Einladung seiner Cousinen Florence und Alice Oppenheimer nach New York. Dort blieb er im Hause seines Onkels Isaac Oppenheimer in der West 71st Street Nr. 31 bis Juli 1900. Für die Ausführung mehrerer Porträtaufträge (u. a. Armeegeneral MacDonald Moody und Grenville M. Dodge) mietete er ein Atelier in der Nähe des Madison Square in der 5th Avenue, südlich der 23rd Street.
Ende Juli 1900 unterbrach Oppenheimer seine Rückreise nach Deutschland in England, um auf Vermittlung von Julius Spier, einem Kunstsammler und Verwandten seiner Tante Ida Schwabacher einen Porträtauftrag ausführte. Spier sollte sich später für eine Förderung Oppenheimers einsetzen und damit zu seiner Karriere wesentlich beitragen. Nach einem Abstecher nach Bexhill an der englischen Südküste, kehrte Oppenheimer nach Deutschland zurück.
Im Herbst 1900 wurde er aus gesundheitlichen Gründen von der Wehrpflicht befreit und lebte abwechselnd in Würzburg, München und Berlin. Im Januar 1902 mietete er dort ein Atelier in der Königin-Augusta-Straße 51 und stellte in der Galerie Paul Cassirers in Hamburg aus. Dieser war Präsident der Berliner Secession und zählte zu den Förderern der modernen Kunst in Deutschland.
Noch im August des gleichen Jahres gab Oppenheimer sein Berliner Atelier wieder auf und ließ sich in London nieder. Ab März 1903 hatte er dort nacheinander mehrere Ateliers, zuletzt in Pheasantry-House in Chelsea, King’s Road Nr. 152, wo er von März 1905 bis 1908 auch wohnte. Durch die Vermittlung von Julius Spier erhielt Oppenheimer zahlreiche Porträtaufträge, so dass er sich einen Ruf als gefragter Porträtist erwerben konnte. Er wurde Mitglied des Chelsea und St. John’s Wood Kunstvereins und konnte dank der Förderung durch seine Verwandten und die jüdische Gemeinde in London schnell Anschluss an die dortigen Künstlerkreise finden.
Malte er bis etwa 1905 vorwiegend Porträts, so begann er nun immer mehr Interieurs zu malen und sich auch der Landschaftsmalerei stärker zuzuwenden. 1907 wurde er zum außerordentlichen Mitglied der Internationalen Gesellschaft der Bildhauer, Maler und Graphiker gewählt. Für ein Semester nahm er auch einen Lehrauftrag an der Londoner Kunstakademie an.
1906 hatte Oppenheimer sich mit seiner Cousine zweiten Grades, Fanny Sternfeld, verlobt, die er am 8. Juli 1908 heiratete. Die Flitterwochen verbrachte das junge Paar in Bourne-End-on-Thames. Da seine Frau eine Rückkehr nach Berlin wünschte, nahmen sie sich dort in der Kurfürstenstraße 126 eine neue Wohnung mit Atelier. Im Dezember 1909 kam ihr Sohn Hans Alfred zur Welt. Im Oktober 1912 folgte die Tochter Eva Sophie (die ebenfalls Malerin wurde). 
Auch in Berlin hielt Oppenheimer seine Verbindung mit der Londoner Kunstszene aufrecht und nahm mehrere Gelegenheiten wahr, um dort und in Liverpool auszustellen. In Deutschland stellte er u. a. in Berlin, Düsseldorf, Dresden, München, Mannheim und Nürnberg aus.
Mit Beginn des Ersten Weltkrieges wurde Oppenheimer eingezogen und diente beim kartographischen Dient des Deutschen Heeres zunächst in Berlin und dann auf Rügen. Im November 1916 verstarb sein Vater, so dass er von da ab regelmäßig seine Mutter in Würzburg besuchte. Während des Krieges wandte es sich aufgrund der materiellen Einschränkungen der Graphik zu, der er bis etwa 1930 neben der Malerei treu blieb. So schuf er u. a. lithographische Porträts von Adolf Harnack und Alfred Adler. Die Porträtmalerei als Schwergewicht seines Schaffens nahm er jedoch nach Kriegsende wieder auf und schuf sich einen neuen Kreis von Auftraggebern aus der gesellschaftlichen Oberschicht. Zu den prominentesten seiner zu Hunderten zählenden Kunden gehörte Albert Einstein, Alfred Adler, Adolf Harnack, Otto Klemperer und Lil Dagover.
Auch für Titelbilder von Illustrierten, wie „Elegante Welt“, „Die Dame“, „Jugend“ usw. war er ein gefragter Künstler. Für Aufträge reiste Oppenheimer wieder kreuz und quer durch Europa und nutzte diese Reisen auch für Landschaftsentwürfe, die er in seinem Skizzenheft festhielt.
Mit Beginn des Dritten Reiches gelangte Oppenheimer schnell zu der Überzeugung, dass er Deutschland früher oder später verlassen müsse. Er entschloss sich daher noch 1933 wieder nach London zu gehen, wo er seine verwandtschaftlichen und sonstigen Beziehungen für einen Neuanfang nutzen konnte. 1939 erhielt er die englische Staatsbürgerschaft, die es ihm ermöglichte, seine Mutter und seinen Bruder aus Würzburg nach England kommen zu lassen. Im Oktober 1941 starb seine Mutter an den Folgen eines Unfalls.
Oppenheimer knüpfte an die Verbindungen seiner früheren Zeit in London an und bezog 1934 ein Atelier in St. John’s Wood Queens Grove 32B und wirkte weiter als angesehener und gefragter Porträtist der englischen Upper Class. Er konnte so trotz Wirtschaftskrise ein materiell relativ sorgloses Leben mit einem gehobenen Lebensstandard führen. Zu den von im Porträtierten zählten Filmstars wie Deborah Kerr, James Mason und der Geiger Yehudi Menuhin.
Oppenheimer blieb auch während der Zeit des Zweiten Weltkrieges in London. 1949 entschloss sich jedoch seine Tochter Eva mit ihrer Familie nach Kanada auszuwandern. Sie konnte ihren Vater überzeugen, sich ihr anzuschließen. Er folgte ihr daher mit seiner Frau nach Montreal. Fortan verbrachte Oppenheimer die Zeit entweder bei seiner Tochter in Kanada oder bei seinem in London zurückgebliebenen Sohn. Dazu überquerte er  jährlich zweimal den Atlantik mit einem Passagierschiff.
Am 31. August 1966 verstarb Joseph Oppenheimer kurz nach seinem 90. Geburtstag in Montreal an Herzversagen.

## Werk
Die Königliche Akademie der Bildenden Künste in München war in den 70er Jahren des 19. Jahrhunderts ein Zentrum des Realismus, wie er unter anderem von Franz Lenbach und Wilhelm Leibl entwickelt worden war. Diese Stilrichtung beeinflusste auch das Frühwerk Oppenheimers. Starke Wirkung übten jedoch auch die Werke des französischen Impressionismus aus, die er bei Ausstellungen bereits als Student in München betrachtete. Das Gleiche gilt für die Werke des deutschen Impressionisten Max Liebermann. Entgegen der französischen Spielart des Impressionismus verwendete Oppenheimer kräftige dunkle Farben wie Braun und Schwarz, schloss sich jedoch in der Themenwahl und der alla prima-Methode der neuen Bewegung an. Insbesondere seine erste Italienreise trug dazu bei, die plein-air-Methode für Landschaftsmalerei als zweckentsprechend zu übernehmen. In England schloss er sich der „neuen romantischen Bewegung“ an, die vom französischen Impressionismus beeinflusst, statt einer rein objektiven Wiedergabe der Natur, die atmosphärischen Qualitäten interpretieren wollte.
Mit seinen graphischen Arbeiten nach dem Ersten Weltkrieg nahm Oppenheimer erstmals auch expressionistische Elemente in sein Stilrepertoire auf, die später auch in seinen Gemälden aufscheinen. Seine Porträttechnik entwickelte sich im Laufe der Zeit zu einem Stil, der eine freie und lockere Behandlung von Hintergrund, Kleidung usw. mit einer naturgetreuen Wiedergabe der Gesichtszüge verband.
Oppenheimers künstlerische Bandbreite reichte von Zeichnungen, Gouachen, kleinformatigen Ölbildern auf Holz bis zu großformatigen Landschafts-, Porträt- und Interieurgemälden.

## Werkauswahl, Gemälde
- Pferde und Kutsche auf dem Monte Pincio, Rom, 1895
- Spaliere im Hofgarten Würzburg, 1897/98
- Porträt Cilly Oppenheimer, 1899
- Porträt Eduard Schwabacher, um 1900
- Alice Oppenheimer in New York, 1901
- Hausboote auf der Themse, 1904
- Würzburg – Spiegelsaal der Residenz, 1905
- Alter Kranen in Würzburg, 1905
- Hofgarten Würzburg
- Bei der Regatta, Henley, 1906
- Fanny im blauen Kleid, 1908
- Porträt Sigmund Oppenheimer, 1909
- Der Wannsee, 1910
- Meine Mutter, 1917
- Würzburg – Marktplatz mit Marienkapelle, 1917/18
- Trafalquer Square, London, 1923
- Porträt der Tochter des Künstlers, Eva, 1926
- Dolomitenlandschaft, 1930
- Bildnis Yehudi Menuhin,  1946
- Bunte Blumen in einer Vase, 1955